# Hisayoshi Harasawa
Hisayoshi Harasawa (en japonès: 原沢 久喜, Harasawa Hisayoshi) (Shimonoseki, Prefectura de Yamaguchi, Japó, 3 de juliol de 1992), és un judoka japonès.
El 2016 va participar en els Jocs Olímpics de Rio de Janeiro, en la categoria de +100 kg, on va aconseguir la medalla d'argent després de perdre la final amb el francès, dues vegades medalla d'or als Jocs Olímpics, Teddy Riner.